# RAC Horsepower
RAC Horsepower (auf Deutsch: RAC-Pferdestärke), häufig abgekürzt als RAC h.p., ist eine veraltete Maßeinheit für die Leistung von Hubkolben-Verbrennungsmotoren. Sie wurde Anfang des 20. Jahrhunderts von dem britischen Royal Automobile Club (RAC) speziell für Kraftfahrzeuge entwickelt und war über Jahrzehnte im gesamten britischen Staatsgebiet einschließlich der britischen Kolonien und später im gesamten Commonwealth gebräuchlich. Eine artverwandte Entsprechung im deutschsprachigen Raum war am ehesten die Maßeinheit Steuer-PS.

## Überblick

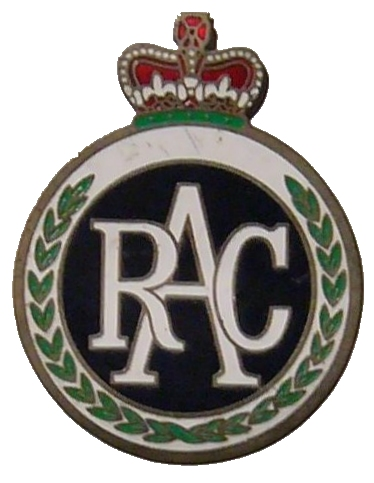
Das traditionsreiche Vereinsabzeichen des britischen Royal Automobile Club

Die im ersten Jahrzehnt des 20. Jahrhunderts neu geschaffene Maßeinheit diente vorrangig im Vereinigten Königreich Großbritannien und Irland sowie den Nachfolgestaaten der Vereinheitlichung und half, Leistungsangaben von Verbrennungsmotoren besser miteinander vergleichen zu können. Die Berechnungsformel berücksichtigte explizit allein die Zylinderbohrung und die Zylinderanzahl; unberücksichtigt blieben hingegen, jedenfalls auf den ersten Blick, der Kolbenhub und die Drehzahl. Anfänglich stimmten die abstrakt ermittelten Werte noch weitgehend mit der tatsächlichen Motorleistung überein. Mit Verbesserungen vor allem bei den Verbrennungsvorgängen, der Treibstoffqualität und höheren Drehzahlen wich die tatsächliche Motorleistung in der Folgezeit jedoch immer stärker nach oben von dem abstrakten Wert der RAC Horsepower ab.
Gleichwohl setzte sich die neue Maßeinheit ab etwa 1909 zunehmend gegen konkurrierende Berechnungsmethoden anderer Vereine und Verbände durch. Bis in den Ersten Weltkrieg hinein übernahmen manche Organisatoren von britischen Motorsportveranstaltungen die Maßeinheit und bestimmten hiernach ihre Rennklassen. Von 1910 bis Januar 1947 wurde die britische Kraftfahrzeugsteuer anhand der RAC Horsepower erhoben.
Viele britische Hersteller leiteten aus dem RAC-Horsepower-Wert die Modellbezeichnungen ihrer Kraftfahrzeuge ab, im weiteren Verlauf auch zunehmend durch eine Kombination aus RAC Horsepower und tatsächlicher Leistung in der beispielhaften Form „16/60“. Manche dieser Modellbezeichnungen hielten sich aus Tradition bis in die frühen 1970er-Jahre oder wurden gar nach ihrer zwischenzeitlichen Aufgabe ab Mitte der 1950er-Jahre wiederbelebt.
Weil die Berechnungsformel des RAC den Kolbenhub – vermeintlich – unberücksichtigt lässt, wird sie vielfach für einen bis in die 1960er-Jahre hinein technisch rückständigen britischen Motorenbau verantwortlich gemacht. Sowohl die Änderungen der an der RAC Horsepower ausgerichteten Kraftfahrzeugsteuer als auch deren Ablösung führten in Großbritannien mehrfach zu einem raschen Aufstieg oder Niedergang einzelner Automobilmarken.

## Geschichtlicher Hintergrund

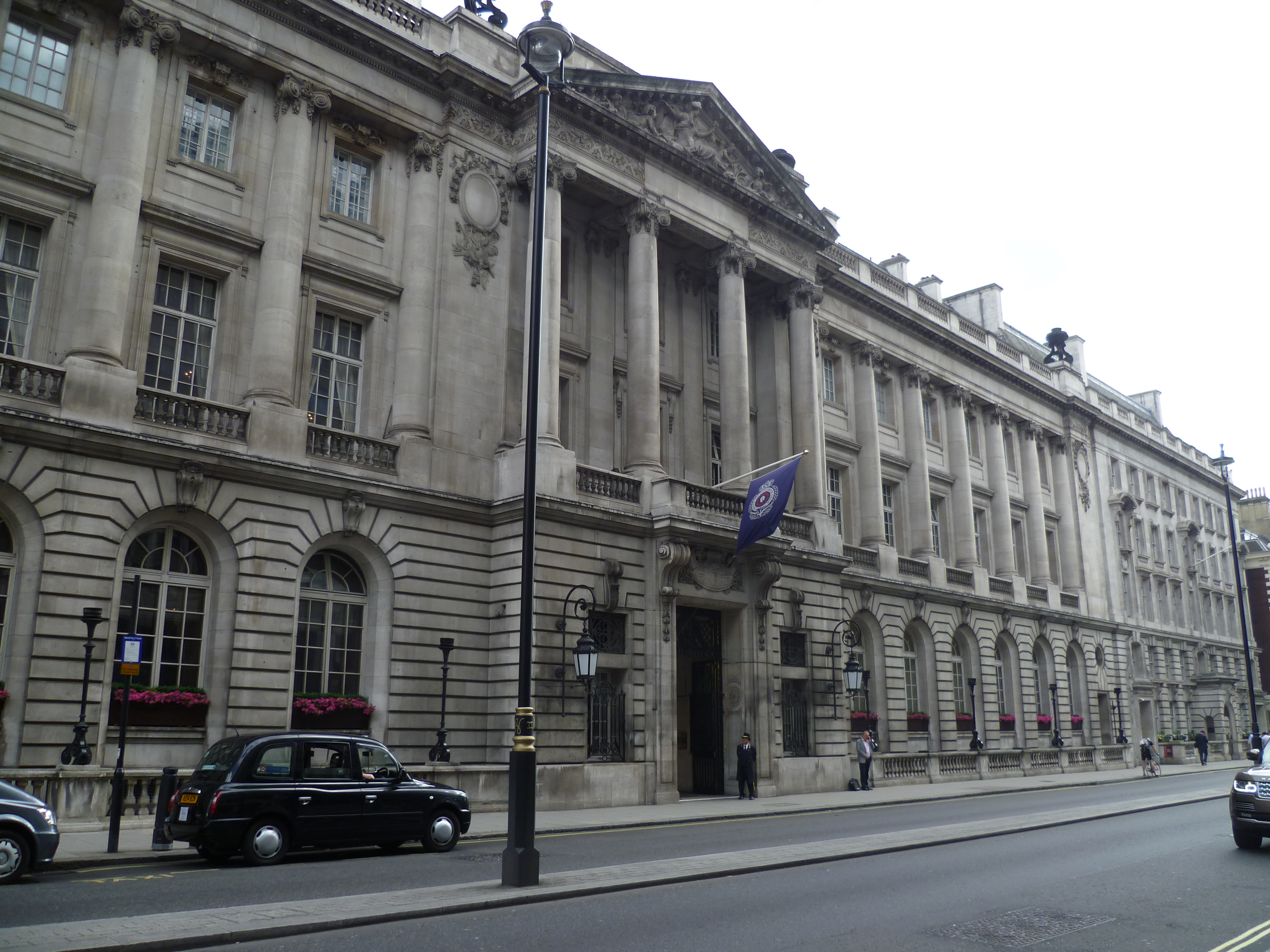
Die repräsentative, beinahe 70 Meter lange Front des Gebäudes 89–91 Pall Mall, London, seit 1911 Hauptsitz des britischen Royal Automobile Club

Am 10. August 1897 gründete Frederick Richard Simms in London den Automobile Club of Great Britain, der 1907 durch königlichen Erlass Edwards VII. in The Royal Automobile Club (RAC) umbenannt wurde. Verlässliche Leistungsprüfstände für Verbrennungsmotoren waren zu dieser Zeit noch nicht verbreitet beziehungsweise leicht zu handhabende Geräte noch nicht erfunden. Die zeitgenössischen Kraftfahrzeughersteller nutzten daher unterschiedliche Messverfahren und Berechnungsmethoden, um die Motorleistung zu bestimmen.
Die Vielfalt der Methoden und Verfahren führte in der Praxis zu widersprüchlichen Ergebnissen. Manche Hersteller neigten dazu, sich bei den Leistungsangaben aus Marketinggründen gegenseitig zu überbieten; andere setzten die Leistung bewusst niedrig an, damit ihre Personenwagen nicht in die Kategorie der regulären Automobile fielen, sondern in diejenige der kleineren, in mehrfacher Weise privilegierten Cyclecars. Für sie galten bestimmte Gewichts-, zeitweilig auch zusätzliche Hubraum- und Leistungsgrenzen. Dadurch ließen sich die Leistungsangaben der Hersteller oft nur schwer miteinander vergleichen.
Der RAC – zunächst noch als Automobile Club of Great Britain and Ireland – reagierte hierauf 1906 und führte eine neue abstrakte Formel zur Bestimmung der Motorleistung von Hubkolben-Verbrennungsmotoren sowie eine neue Maßeinheit ein, die mit der Umbenennung des Clubs 1907 als RAC Horsepower bekannt wurde.

## Die Berechnungsformel

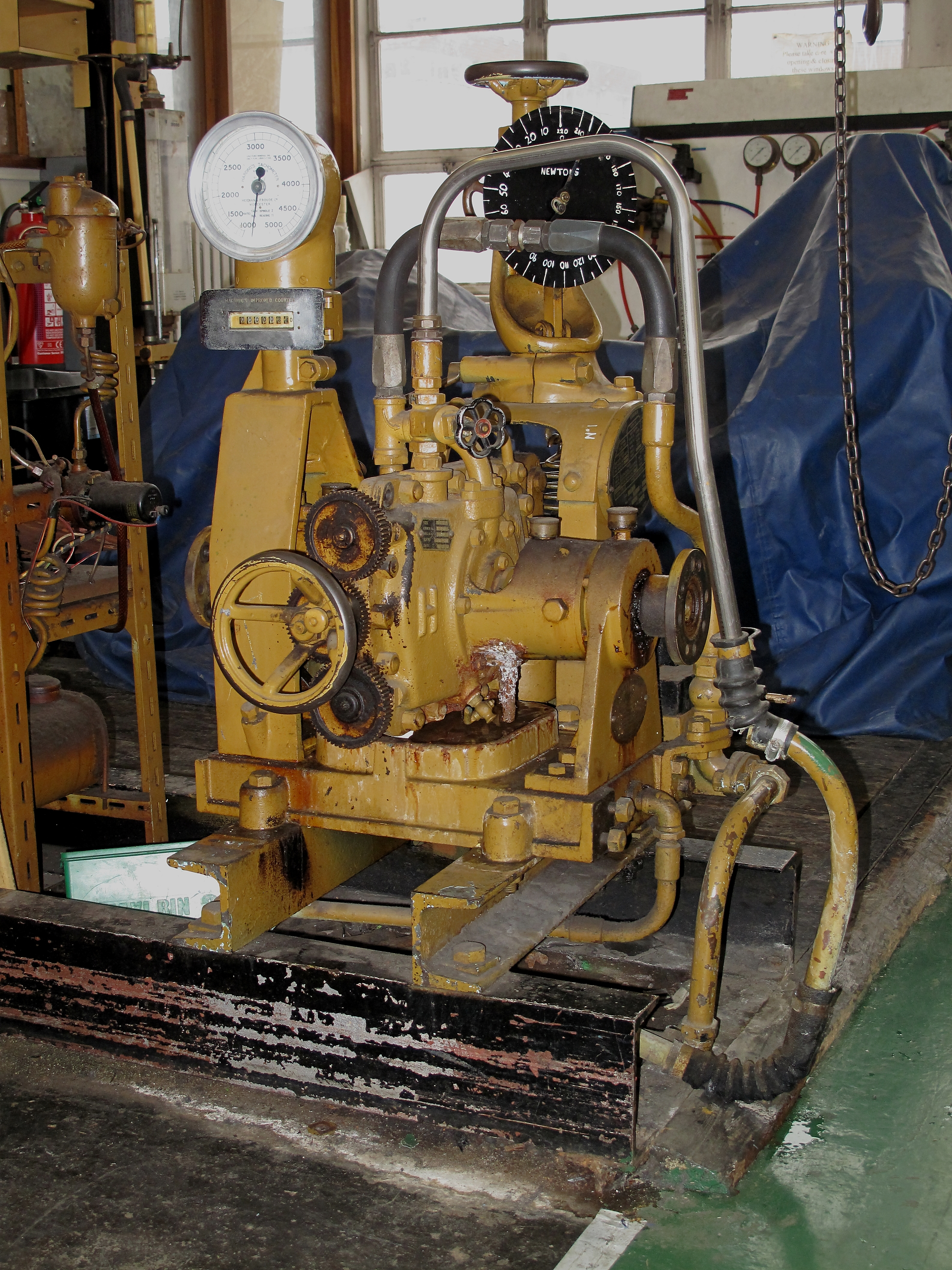
Ein früher hydraulischer Leistungsprüfstand von Heenan & Froude von 1937

Die Formel des RAC berücksichtigt explizit allein die Zylinderbohrung und die Zylinderanzahl eines Hubkolben-Verbrennungsmotors. Nicht ausdrücklich erscheinen in ihr der Kolbenhub und die Drehzahl des Motors. Die Formel lautet:
{\displaystyle {\text{RAC h.p.}}={\frac {d^{2}\times n}{2{,}5}}} 
Hierbei ist d der Durchmesser der Zylinderbohrung in Inch (= Zoll) und n die Anzahl der Zylinder; der Divisor 2,5 ist eine damals für sachgerecht erachtete Konstante, die mittelbar mehrere Faktoren erfasst wie den damals üblichen Arbeitsdruck im Zylinder während der Verbrennung, die damals übliche Kolbengeschwindigkeit und den damals üblichen Wirkungsgrad.
Die Formel war einfach zu handhaben, da die Zylinderzahl leicht festzustellen und der Durchmesser der Zylinderbohrung vergleichsweise einfach zu überprüfen war. Hingegen verzichtete der RAC in der Formel auf den schwerer zu ermittelnden Kolbenhub und ein umständliches Rechnen mit der – irrationalen – Kreiszahl {\displaystyle \pi } (Pi). Das größte Manko der RAC-Formel war jedoch, dass die konkrete Motordrehzahl unberücksichtigt blieb. Als die Motorenkonstrukteure in den folgenden Jahren und Jahrzehnten in immer höhere Drehzahlbereiche vorstießen, erhöhte sich zunehmend die Diskrepanz zwischen tatsächlicher Leistung und den abstrakten RAC-Leistungswerten.
Zu der – jedenfalls aus heutiger Sicht – willkürlich erscheinenden Zahl 2,5 verwies der RAC darauf, „dass sie sich für Vergleichszwecke als ziemlich und ausreichend genau herausstellen wird“, „so dass die Allgemeinheit zu einer ungefähren Stärke von Motoren im Vergleich zu anderen gelangen könne“. Jedoch betonte der Club von Beginn an, dass das RAC Rating „nicht als eine genaue oder wissenschaftliche Berechnung der tatsächlichen Pferdestärken zu betrachten“ sei. Eine feste Umrechnung von RAC h.p. in Kilowatt oder DIN-PS ist daher nicht ohne weiteres möglich.
Neben der obigen Formel finden sich in Veröffentlichungen gelegentlich auch andere Darstellungen, die durch einfache mathematische Umformung erlangt werden können.
Die Formel mit dem Divisor 2,5 bezieht sich ausdrücklich auf die Motorleistung am Schwungrad bei einer in Inch angegebenen Zylinderbohrung. Bei Angabe der Zylinderbohrung in Millimeter sollte durch 1613 geteilt werden (mathematisch korrekt wäre eigentlich 2,5 × 25,4² = 1612,9). Um die Leistung zu ermitteln, die tatsächlich von den Antriebsrädern auf die Straße übertragen wird, wurde (bei Angabe in Inch) der Divisor 3 genannt; demnach ging der RAC in den ersten beiden Jahrzehnten des 20. Jahrhunderts von einem üblichen Leistungsverlust insbesondere durch Reibungswiderstände im Bereich der Kupplung, des Getriebes, der Kardanwelle beziehungsweise der Antriebskette, des Differentials und Ähnlichem in beachtlicher Höhe von etwa 16,67 Prozent aus.
Dieselbe Ausgangsformel nutzte ab etwa 1908 auch die US-amerikanische Vereinigung Association of Licensed Automobile Manufacturers (A.L.A.M.) sowie deren Nachfolgeorganisation National Automobile Chamber of Commerce (N.A.C.C.). Nach einer anderen Quelle hatte die A.L.A.M. diese Formel bereits 1905 entwickelt, nachdem sie die Motordaten ihrer Mitgliedsunternehmen ausgewertet hatte; ihr waren zwar nur rund die Hälfte der US-amerikanischen Automobilhersteller angeschlossen, darunter allerdings vor allem die als modern und fortschrittlich geltenden. Hiernach war der britische RAC jedoch diejenige Organisation, die die Formel näher auf Plausibilität hin untersucht hatte, befürwortete und als erste anwendete.

## Abstrakte Leistungsermittlung und Vergleichbarkeit als ursprüngliche Ziele

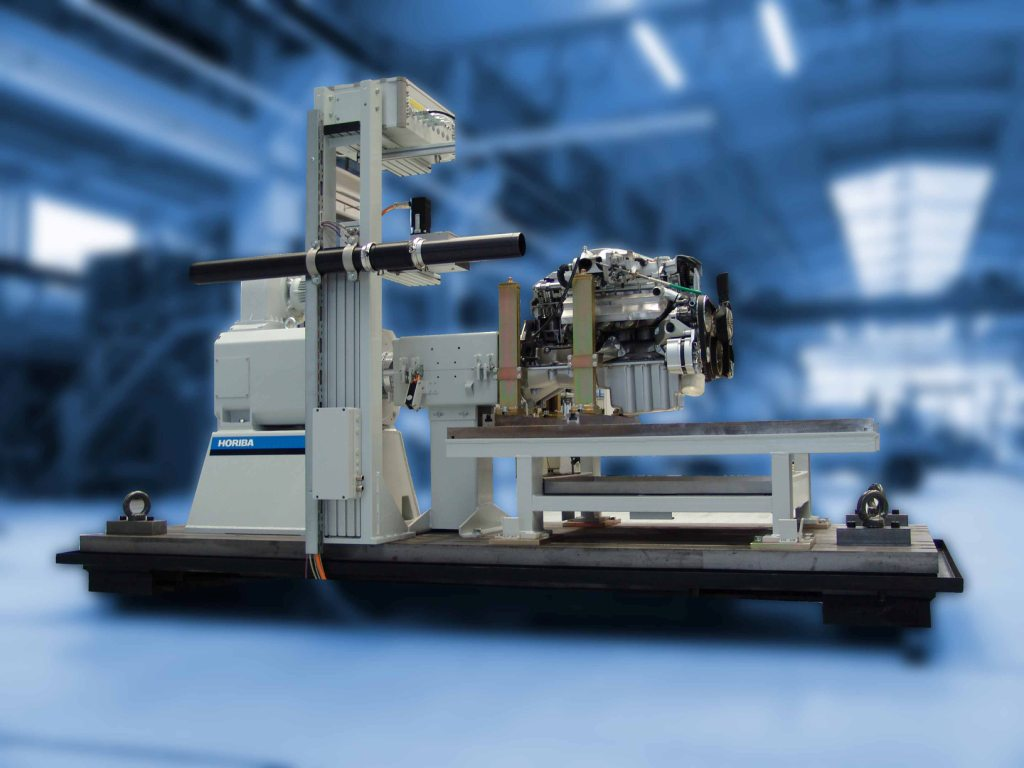
Moderner Motorenprüfstand des japanischen Herstellers Horiba mit eingespanntem Hubkolben-Verbrennungsmotor zur Messung der die Leistung bestimmenden Faktoren Drehzahl und Drehmoment (etwa 2007)

Der Royal Automobile Club sowie alle übrigen Institutionen, die sich das Ziel gesetzt hatten, die Leistung eines Verbrennungsmotors zu bestimmen, standen Anfang des 20. Jahrhunderts vor mehreren Problemen. Zum einen waren noch keine hinreichend genauen, leicht zu bedienenden und kostengünstigen Motorenprüfstände zur Ermittlung der physikalischen Einheit Pferdestärke verbreitet. Zum anderen war nicht einmal eindeutig geklärt, ob die Leistung (als Brems-PS) an der Schwungscheibe des Motors oder besser an den Antriebsrädern gemessen werden sollte; alternativ kam die in den Zylindern erbrachte Leistung (indizierte Leistung) in Betracht. Ebenso unklar war, wie eine Pferdestärke als Einheit der Leistung konkret definiert werden sollte.
Die heute skurril anmutende Idee, die Leistung anhand bestimmter weniger Kenndaten eines Verbrennungsmotors mathematisch ermitteln zu wollen, gegebenenfalls auch nur zu Vergleichszwecken, war deshalb aus damaliger Sicht durchaus naheliegend. Dabei entstanden unterschiedlichste Formeln, die teils mehr, teils weniger Rechenaufwand erforderten. In den ersten Jahren der Motorisierung bis hinein in die 1920er-Jahre lieferten sie teils recht genaue, teils weniger genaue Näherungswerte für die tatsächliche Leistung. Dabei ist zu berücksichtigen, dass die Motorleistung selbst von Oberklasse- und Rennsportfahrzeugen vielfach nur in einem Bereich bis etwa 60 PS/44 kW lag. Geringfügige Abweichungen bei den Formeln fielen daher zunächst kaum ins Gewicht; hinzu kamen größere Leistungsunterschiede im Rahmen der Serienstreuung durch vergleichsweise große Fertigungstoleranzen, schwankende Materialqualität und einfache Bearbeitungsmethoden.
Noch 1914 wurden dem britischen Kraftfahrzeugliebhaber in Veröffentlichungen verschiedene Formeln vorgestellt, anhand derer er die Motorleistung näherungsweise überprüfen konnte: So stellt das sogenannte Red Book von 1914, eine frühe Form eines Automobilkatalogs, folgende Formeln vor:
- Brems-PS = Hubraum in Liter × Höchstdrehzahl × 0,0064;
- PS = Zylinderbohrung² × Kolbenhub × Zylinderzahl × Drehzahl / 12.000 (Maße in Inch);
- PS = (Zylinderbohrung + Kolbenhub)² × Zylinderzahl / 6500 (Maße in Millimeter).[3]

Recht verbreitet und beliebt, jedoch etwas aufwendiger zu berechnen war die Formel der britischen Society of Motor Manufacturers:
- Brems-PS = Bohrung × (Bohrung - 1) × (2 + Hub/Bohrung) × Zylinderzahl / 5 (Maße in Inch)[3]

Im Vergleich dazu war die Formel des Royal Automobile Club deutlich einfacher und fand schnell Akzeptanz und Verbreitung. Die Einfachheit beruhte vor allem auf schlichten Erfahrungswerten jener Zeit. So waren diese Motoren traditionell noch seitengesteuert mit seitlich stehenden Ventilen (SV-Ventilsteuerung). Der Kolbenhub war üblicherweise größer als die Zylinderbohrung, oft im Verhältnis von etwa 4 zu 3, eine sogenannte langhubige Auslegung. Zudem erreichten die Motoren dieser Zeit typischerweise eine mittlere Kolbengeschwindigkeit bis zu 1000 Fuß pro Minute (304,8 Meter pro Minute entsprechend 5,08 Meter pro Sekunde) und ihre Nenndrehzahl (die der maximalen Leistung) lag bei etwa 1500 Kurbelwellen-Umdrehungen pro Minute. Diese Erfahrungswerte schlugen sich in der einfachen Konstante 2,5 der RAC-Horsepower-Formel nieder (zur genauen Herleitung vergleiche unten).
Zugleich zeigen sich hieran die Schwächen der RAC-Formel: Der RAC-Leistungswert bleibt gleich, obwohl mit einer Verdoppelung und Verdreifachung der Drehzahlen in den folgenden Jahren und Jahrzehnten eine doppelte bis dreifache Motorleistung erzielt werden konnte. Ebenso blieb der RAC-Leistungswert gleich, als die Konstrukteure als Reaktion auf diese Formel immer langhubiger ausgelegte Motoren mit größerem Hubraum und damit höherer tatsächlicher Leistung entwarfen. Auch Verbesserungen durch optimierte Verbrennungsvorgänge mit höherer Verdichtung, besserer Zündung, erhöhter Treibstoffqualität, geringeren Fertigungstoleranzen und Ähnlichem führten zu einer tatsächlichen Leistungserhöhung ohne Änderung der RAC-Werte.
Vor diesem Hintergrund war die RAC-Horsepower-Formel in dieser Form nicht unumstritten, auch innerhalb der Vereinigung. So findet sich in einzelnen Veröffentlichungen aus der Zeit von etwa 1910 bis 1924, insbesondere solchen, die sich auch mit Motorrad- und Flugzeugmotoren befassen, eine andere dem RAC zugeschriebene Leistungsformel:
- RAC h.p. = (Bohrung + Hub)² × n / 9,92 (Maße in Inch),[9][10][11] entsprechend in etwa

= (Bohrung + Hub)² × n / 6400 (Maße in Millimeter).
Offiziell wurde die RAC-Horsepower-Formel jedoch nie, insbesondere nicht für den Automobilbereich, an die veränderten technischen Gegebenheiten angepasst. Hauptgrund war, die Kontinuität bei dem wichtigsten Anwendungsfall, der Kraftfahrzeugbesteuerung, zu wahren.
Ähnliche abstrakte Formeln wie die der RAC Horsepower waren im Vereinigten Königreich schon vor 1906 und parallel bis in die 1920er-Jahre als Nominal Horse Power speziell für Dampfmaschinen und -turbinen sowie Dieselmotoren verbreitet, vor allem bei Stationärmotoren und als Schiffsmaschine. Eine weitere artverwandte Entsprechung zur RAC Horsepower waren im deutschsprachigen Raum die Steuer-PS. Für Viertaktmotoren galt zwischen 1922 und 1928 die Formel:
- Steuer-PS = 0,30 × Zylinderzahl × Bohrung² × Hub (Bohrung in Zentimeter, Hub in Meter)

Für Zweitaktmotoren galt der abweichende Faktor 0,45 statt 0,30.
Damals wie heute ermöglicht die RAC-Horsepower-Formel, Kraftfahrzeuge derselben Epoche miteinander zu vergleichen und Fahrzeugkategorien zu bilden. Ferner lässt sich aus dem exakten RAC-Horsepower-Wert eines Fahrzeugs und dem Hub sein Hubraum ermitteln, nach dem Kraftfahrzeuge heute häufig miteinander verglichen und bestimmten Kategorien zugeordnet werden. Mit der Formel RAC h.p. × 5/8 × {\displaystyle \pi } × Kolbenhub in Inch erhält man den Hubraum in Cubic Inch beziehungsweise mit der Formel RAC h.p. × 5/8 × {\displaystyle \pi } × 2,54² × Kolbenhub in Zentimeter den Hubraum in Kubikzentimeter.

## Die Herleitung des konstanten Divisors 2,5
Bei näherer Betrachtung berücksichtigte der Royal Automobile Club in seiner Horsepower-Formel sehr wohl den Kolbenhub und die Motordrehzahl, und zwar in Form des konstanten Divisors 2,5. Ausgangspunkt bei der Entwicklung der RAC-Horsepower-Formel war die allgemeine physikalische Formel für die Leistung sowie James Watts Definition der Pferdestärke.
Um die Antriebsleistung eines mehrzylindrigen Hubkolben-Verbrennungsmotors zu ermitteln, werden mehrere Faktoren benötigt,
- der mittlere Arbeitsdruck im Zylinder während des Arbeitstaktes (pm),
- die Fläche des Kolbenbodens ({\displaystyle \pi } × r² = {\displaystyle \pi } × (d/2)² = {\displaystyle \pi } × d²/4 mit d als Durchmesser der Zylinderbohrung),
- der Abstand zwischen dem oberen und dem unteren Totpunkt des Kolbens (= Kolbenhub h),
- die Anzahl der Abwärtsbewegungen des Kolbens je Zeiteinheit (= Kurbelwellenumdrehungen pro Minute [Upm]),
- das Verhältnis der Arbeitstakte pro Kurbelwellenumdrehung (= 1 für Zweitaktmotoren; = ½ für Viertaktmotoren) und
- die Zahl der Zylinder (n).

Hinzu kommt die Definition der britischen Pferdestärke nach James Watt mit 1 h.p. = 550 pound-foot per second = 33.000 pound-foot per minute. Schließlich kommt ein Korrekturfaktur für die Motoreneffizienz hinzu (Wirkungsgrad), weil ein kleiner Teil der in den Zylindern während der Verbrennung erzeugten Leistung durch Reibungswiderstände, als Abwärme, durch Vibrationen und Ähnliches verloren geht und so nur ein Teil als nutzbare Leistung (= Brems-PS) am Kurbelwellenende zum Antrieb zur Verfügung steht.
Es ergibt sich also zunächst für die in den Zylindern eines Viertaktmotors erzeugte (indizierte) Leistung:
h.p.-Leistung = pm × ({\displaystyle \pi } × d²/4) × h × Upm × ½ × n / 33.000
= pm × {\displaystyle \pi } × d² × h × Upm × n / (33.000 × 4 × 2)
= pm × {\displaystyle \pi } × d² × h × Upm × n / 264.000
≈ pm × d² × h × Upm × n / 84.023 (gerundet und mit {\displaystyle \pi } vereinfachend als 3,142)
Für die weitere Vereinfachung legte der Royal Automobile Club drei Annahmen zugrunde, die auf damaligen Erfahrungswerten beruhten:
- 1. Als mittleren Arbeitsdruck bei Höchstleistung unterstellte der RAC vereinheitlichend 90 pound per square inch (psi),[4][5][6] entsprechend etwa 6,3 bar. Um 1930 lag der übliche mittlere Arbeitsdruck jedoch bereits bei etwa 125 psi, etwa 8,75 bar.[6]
- 2. Als mittlere Kolbengeschwindigkeit (= 2 × h × Upm) bei Höchstleistung unterstellte der RAC vereinheitlichend 1000 Fuß pro Minute,[4][5][6] entsprechend 304,8 Meter pro Minute = 5,08 Meter pro Sekunde. Der Club berücksichtigte also, dass ein Motor mit kurzem Hub seine Höchstleistung erfahrungsgemäß bei höheren Drehzahlen erreicht als ein Motor mit langem Hub. Für Motoren mit einem Hub von beispielhaft drei, dreieinhalb, vier und viereinhalb Inch, entsprechend 76,2 mm, 88,9 mm, 101,6 mm und 114,3 mm unterstellte der RAC vereinfachend also eine Motordrehzahl bei Höchstleistung von (teils gerundet) 2000, 1714, 1500 bzw. 1333 Kurbelwellenumdrehungen pro Minute. Um 1930 lag die übliche mittlere Kolbengeschwindigkeit jedoch bereits bei etwa 2000 Fuß pro Minute,[6] gegen Mitte/Ende der 1930er-Jahre schon bei etwa 2750.[4]
- 3. Für den Wirkungsgrad, also die Frage, welcher Prozentsatz der in den Zylindern durch Verbrennung erzeugten Leistung am Kurbelwellenende ankommt, nahm der RAC vereinheitlichend 75 Prozent an.[4][5][6]

Durch Einsetzen der vom RAC unterstellten Werte in die obige Formel ergibt sich also:
Brems-PS = 90 × d² × 1000 × n × 0,75 / (84.023 × 2)
= 67.500 × d² × n / 168.046
= d² × n / 2,489…
Unter bestimmten Umständen entspricht 1 RAC h.p. genau einer britischen Pferdestärke (bhp) = 0,7457 kW, nämlich bei einem mittleren Arbeitsdruck bei Höchstleistung von rund 6,3 bar (6300 hP), einem Wirkungsgrad {\displaystyle \eta } von 75 Prozent, und einer Drehzahl von {\displaystyle \textstyle {\frac {152,4m}{h}}Upm}, woraus sich eine mittlere Kolbengeschwindigkeit von 1000 Fuß pro Minute ergibt. Bei abweichenden Werten verändert sich die Relation hingegen um die Faktoren x1 = pm/6,3, x2 = vm/5,08 und x3 = {\displaystyle \eta }/75. Der allgemeine Umrechnungsfaktor zwischen bhp und RAC hp hängt somit wie folgt vom mittleren Arbeitsdruck {\displaystyle \textstyle p_{m}}, der Drehzahl {\displaystyle \textstyle Upm}, dem Zylinderhub {\displaystyle \textstyle h} und dem Wirkungsgrad {\displaystyle \textstyle \eta } ab:
{\displaystyle RACh.p.={\frac {\eta \cdot p_{m}\cdot Upm\cdot h}{720,09{\frac {barm}{min}}}}bhp}

## Die Bedeutung für den frühen Motorsport

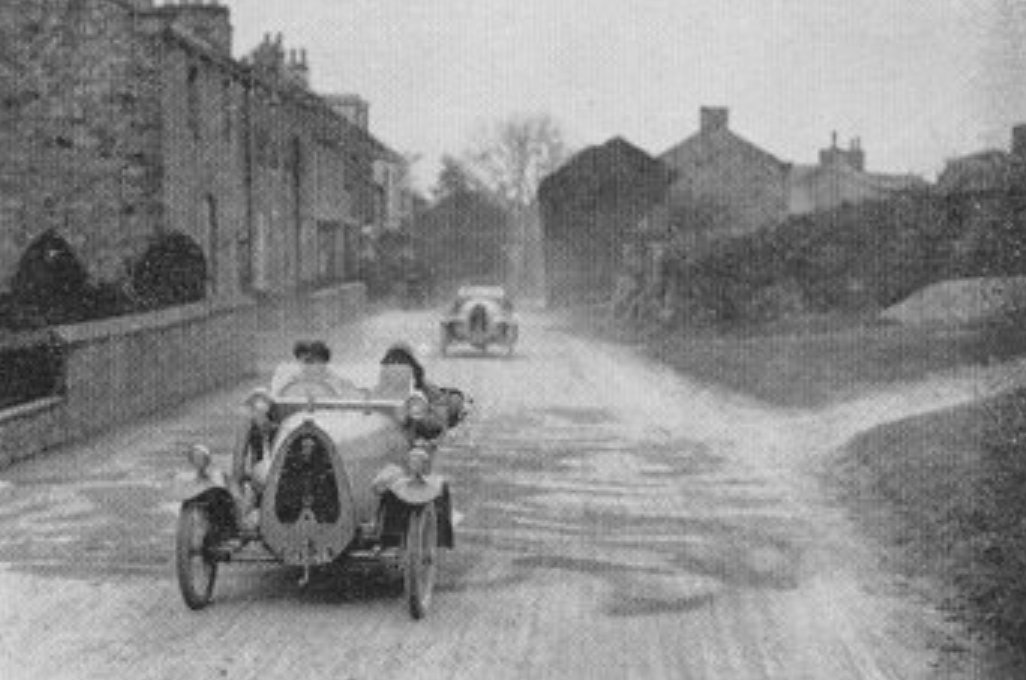
Teilnehmer beim Rennen London – Edinburgh 1920 des Motor Cycling Club (MCC), einer der letzten großen Fernfahrten mit separater Wertung für Cyclecars

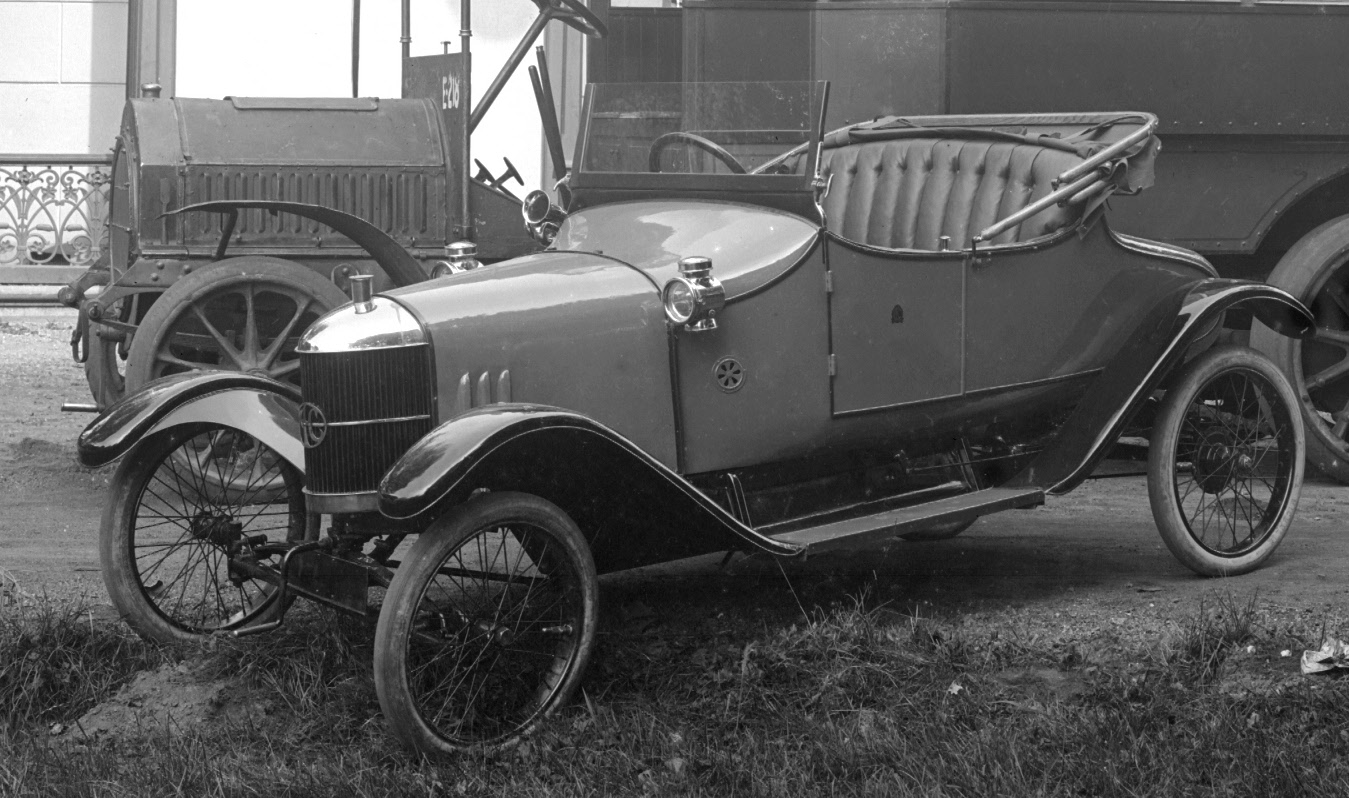
Ein britischer AC 10 hp von 1913, eines der solidesten Modelle in der Kategorie großer Cyclecars; teils mit spezieller Sportkarosserie wurde es auch in Rennen eingesetzt

Die Einstufung anhand der RAC Horsepower erlangte in den ersten beiden Jahrzehnten des 20. Jahrhunderts auch im Motorsport Bedeutung. In den Anfängen der Motorisierung und des frühen Motorsports spielte die schiere Motorleistung noch eine untergeordnete Rolle. Üblich waren Langstreckenrennen und Zuverlässigkeitsfahrten, sogenannte Trials, auch im Sinne von Geschicklichkeitsfahrten. Zuverlässigkeit, Ausdauer und Fahrzeugbeherrschung standen im Vordergrund, während die Straßenverhältnisse mangels Asphaltierung oder Ähnlichem noch keine besonders hohen Geschwindigkeiten zuließen. Schon früh trat der RAC – zunächst noch als Automobile Club of Great Britain and Ireland – als Motorsportveranstalter auf, so 1900 beim 1000 Mile Trial oder 1905 bei der ersten Tourist Trophy.
Vor allem bei kleineren britischen Motorsportveranstaltungen traten Motorräder und herkömmliche Automobile hinsichtlich Leistung und Gewicht häufig in offenen Klassen an; bei großen Starterfeldern wurden jedoch bereits ab etwa 1906 Klassen anhand abstrakter Leistungsformeln wie der des RAC gebildet. So diente die RAC-Horsepower-Formel beispielsweise im Juni 1908 beim 2000 Mile International Touring Car Trial des Royal Automobile Club zur Klasseneinteilung der gemeldeten 50 Automobile.
Neben den regulären Automobilen und den Motorrädern bildeten sich um 1908 zwei Kategorien von Cyclecars heraus. Die kleinere Klasse, meist dreirädrige Fahrzeuge, war oft allein durch ihr Gewicht begrenzt, die größere Cyclecar-Klasse durch ihr Leergewicht sowie die Leistung oder den Hubraum des Motors. In Großbritannien und Irland waren zu dieser Zeit vor allem die Cyclecar-Rennen beliebt, weil die Starterfelder zumeist deutlich größer waren als bei den regulären Automobilen. Auch konnten sich die Zuschauer wegen der deutlich günstigeren Anschaffungs- und Unterhaltskosten eher mit diesen Fahrern identifizieren.
Auch für die Klasseneinteilung in reguläre Automobile und Cyclecars griffen Organisatoren wie der RAC, die Auto-Cycle Union (ACU), der Motor Cycling Club (MCC) und die lokalen Cyclecar Clubs neben dem Gewicht bis Ende 1912, teils noch bis etwa 1920, auf abstrakte Horsepower-Formeln wie die des RAC zurück. Ab 1913 verloren derartige Horsepower-Formeln im britischen Motorsport jedoch schrittweise an Bedeutung und wurden durch Hubraumgrenzen ersetzt: Zunächst beschlossen die Institutionen, die der Fédération Internationale des Clubs Motocyclistes (FICM) angehörten, im Dezember 1912 zur internationalen Vereinheitlichung eine Grenze von 1100 Kubikzentimeter Hubraum, der sich weitere britische Motorsportveranstalter sukzessive anschlossen. Schon unmittelbar vor dem Ersten Weltkrieg bis etwa 1921 setzte sich schließlich international eine Hubraumgrenze von 1500 Kubikzentimeter durch; im Vereinigten Königreich lösten die populären Light Cars die Cyclecars ab.

## Die Bedeutung für die britische Kraftfahrzeugsteuer

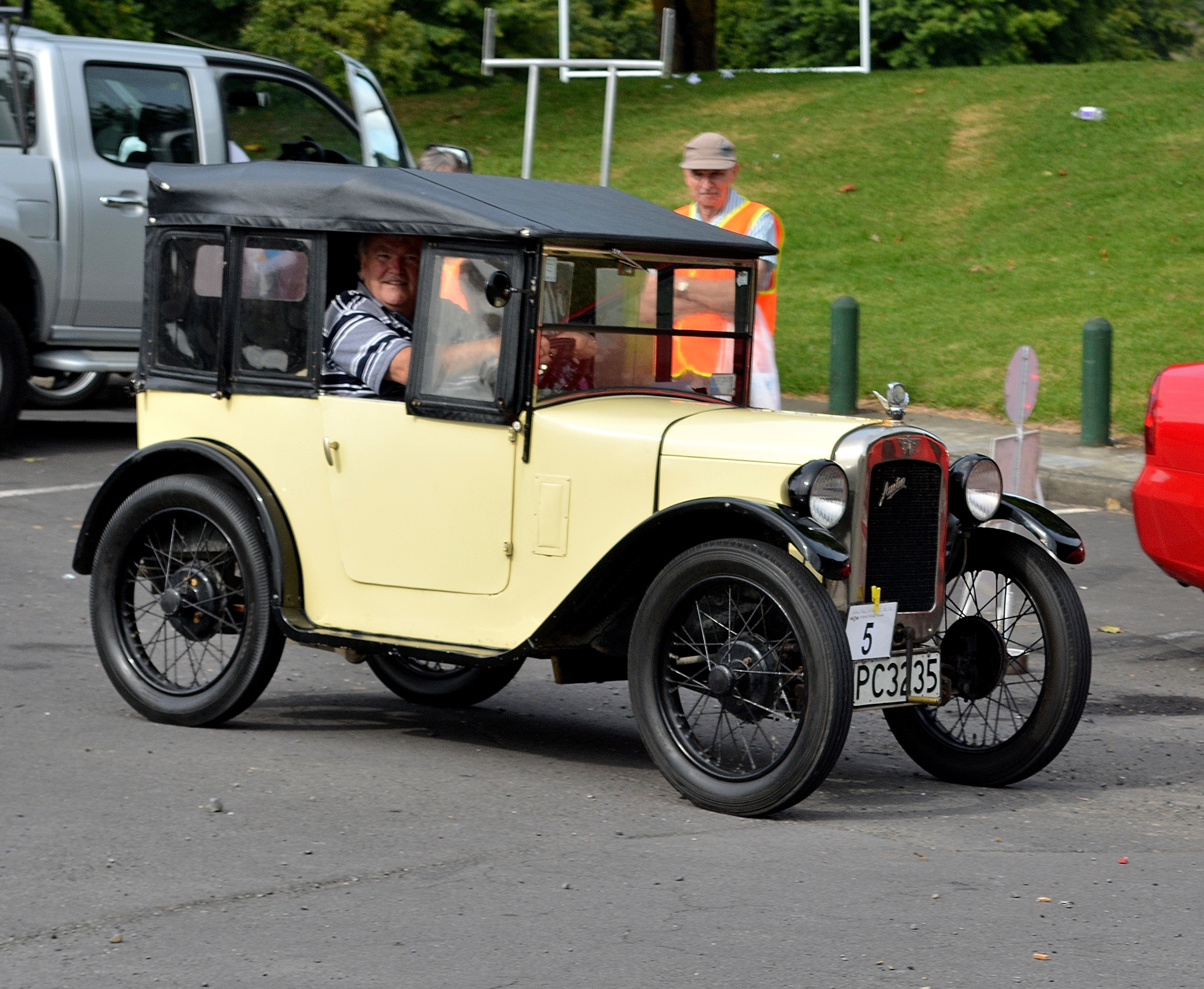
Ein früher britischer „Volkswagen“, ein unterhaltsgünstiger Austin 7 von 1929, benannt nach seinem (abgerundeten) RAC-Horsepower-Wert

Von 1910 bis Januar 1947 wurde die Automobil- beziehungsweise Kraftfahrzeugsteuer im Vereinigten Königreich allein anhand der RAC Horsepower erhoben. Davor erfolgte eine Besteuerung im Wesentlichen anhand des Gewichts.

### Die britische Automobilsteuer ab 1910
Im Jahr 1909 legte der britische Schatzkanzler David Lloyd George einen Haushaltsplan vor, der erstmals eine jährliche Automobilsteuer anhand der RAC-Horsepower-Formel enthielt. Das Steueraufkommen hieraus sollte vollständig die Kosten für den Bau und die Unterhaltung der britischen Straßen decken, weshalb sie auch als „Road Fund Licence“ bekannt wurde. Das für 1910 verabschiedete Gesetz enthielt ferner eine erstmalige Steuer auf Treibstoffe, sodass auch die Bezeichnung „Vehicle Excise Duty“ gebräuchlich war. Nach der ab 1. Januar 1910 gültigen gestuften Skala erhöhte sich die Steuer für ein Automobil mit einer Leistung von 12 RAC h.p. vergleichsweise moderat auf 4 Guineen (£4-4s-0d) pro Jahr, für ein Fahrzeug mit 60 RAC h.p., bei Straßenfahrzeugen dem damals in etwa höchsten erreichten Wert, auf enorme 21 britische Pfund Sterling. Dies entsprach in etwa ein bis zwei Prozent des jeweiligen Neupreises.

### Die britische Kraftfahrzeugsteuer ab 1921(RAC Horsepower Tax)

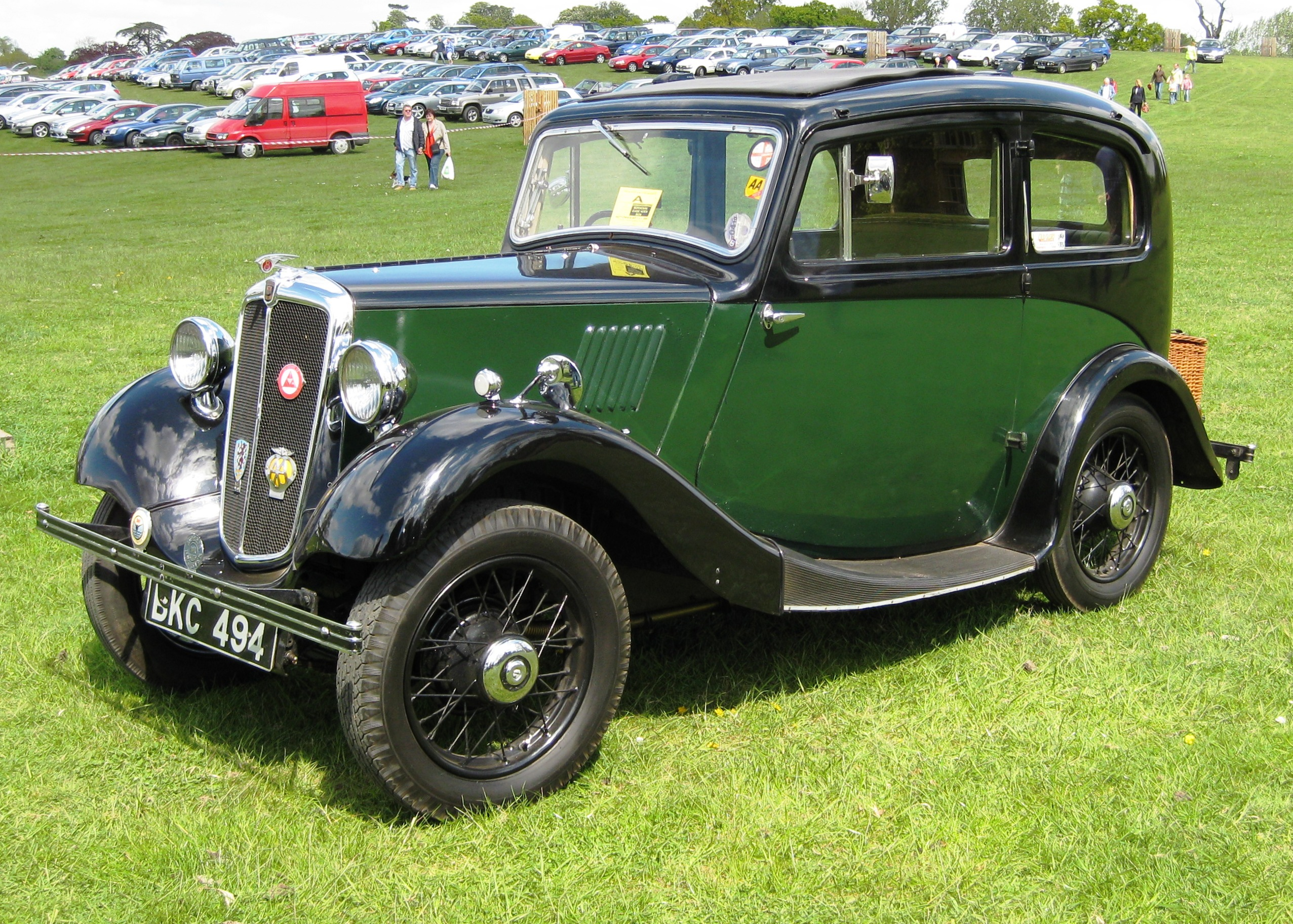
Dank günstiger RAC-Horsepower-Einstufung ein unterhaltsgünstiger Personenwagen, ein Morris Eight Saloon von 1935

Einen grundlegenden Wandel brachte das zum Januar 1921 in Kraft getretene britische Haushaltsgesetz. Mit ihm wurde eine Kraftfahrzeugsteuer eingeführt, die in Großbritannien als „(RAC) Horsepower Tax“ bekannt wurde: Zwar entfiel die gesonderte Steuer auf Treibstoffe, dafür fiel fortan eine Steuer von 1 Pfund pro angefangener RAC Horsepower an. Durchschnittliche britische Personenwagen wie der Morris Cowley mit 11,9 RAC h.p. verteuerten sich damit auf 12 Pfund pro Jahr, das beliebte, in der Anschaffung günstige Ford Modell T mit 22,5 RAC h.p. auf enorme 23 Pfund pro Jahr. Die britische Regierung wollte damit zum einen die hohen Schuldenlasten auffangen, die durch den Ersten Weltkrieg entstanden waren; zum anderen wollte sie den Wirtschaftsaufschwung ausnutzen, der sich nach dem Kriegsende abzeichnete, der dann jedoch nur wenige Monate anhielt und schließlich in eine jahrelange weltweite Rezession hineinführte.
Jedoch gab es auch einzelne, zum Teil kuriose Ausnahmen von dieser steuerlichen Regel. So fiel für Kraftfahrzeuge, die bereits vor dem Ersten Weltkrieg zugelassen waren, nur die halbe Abgabe an; steuerlich völlig befreit waren Fahrzeuge, die öffentliche Straßen ausschließlich nutzten, um Hauspersonal zur Kirche oder Wähler zu den Wahllokalen zu bringen.
Die britische RAC Horsepower Tax wurde erst 1934 modifiziert, als die Abgabe von 1 Pfund (= 21 Schilling) auf 15 Schilling pro RAC h.p. jährlich reduziert wurde: Nach dem Ende der Weltwirtschaftskrise sollte dadurch die einsetzende Entwicklung zu einer britischen Massenmotorisierung auch von Seiten des Staates unterstützt werden. Die nächste Änderung der RAC Horsepower Tax erfolgte 1940: Zusätzlich zu einer einmaligen Kaufsteuer auf Neuwagen von 33,3 Prozent wurde der jährliche Steuersatz auf 25 Schilling pro angefangener RAC Horsepower erhöht. Die zusätzlichen Einnahmen wurden benötigt, um die stark gestiegenen Rüstungsausgaben aufzufangen, die mit der Aufrüstung und dem Eintritt Großbritanniens in den Zweiten Weltkrieg verbunden waren. Die Besteuerung nach RAC Horsepower dauerte bis Januar 1947 an.
Es folgten:
- ab Januar 1947 eine jährliche Kraftfahrzeugsteuer von 1 Pfund pro angefangenen 100 Kubikzentimeter Hubraum; damit sollte die Entwicklung moderner, kurzhubiger Motoren gefördert werden.[16]
- ab Jahresanfang 1948 für jeden neuen Personenwagen mit Erstzulassung nach dem Januar 1947 eine jährliche Einheitssteuer von nur 10 Pfund, zusätzlich eine von 33,3 auf 66,6 Prozent verdoppelte Kaufsteuer für Neuwagen mit einem Preis über 1.000 Pfund. Damit sollte die Entwicklung von leistungsstärkeren Fahrzeugen unterstützt werden, die für den Fahrzeug-Export und daraus zu erzielende Devisen-Einnahmen benötigt wurden. Zugleich wurde in Form der gestaffelten Kaufsteuer eine Art „Luxussteuer“ für den heimischen Markt eingeführt, um die Steuerausfälle aufzufangen, die durch die einheitliche Kraftfahrzeugsteuer erwartet wurden.[16]
- ab 1951 eine jährliche Einheitssteuer von 10 Pfund für alle – auch ältere – Personenwagen unter Beibehaltung der gestaffelten Neuwagen-Kaufsteuer.[16] Damit sollte die Weiternutzung von hubraumstärkeren Vorkriegsfahrzeugen erleichtert werden, solange durch die hohen Exportquoten noch nicht genügend Neuwagen für den heimischen Markt verfügbar waren; und
- ab 1955 eine Rückkehr zur hubraumabhängigen Kraftfahrzeugsteuer,[16] nachdem inzwischen für den heimischen Markt wieder ein ausreichendes Angebot an Neuwagen existierte.

Außer für die Besteuerung war die RAC Horsepower in Großbritannien auch der Maßstab bei Treibstoff-Rationierungen während des Zweiten Weltkrieges sowie für ältere Kraftfahrzeuge während der Sueskrise 1956/’57.

## Der Einfluss auf die Modellbezeichnungen britischer Automobile

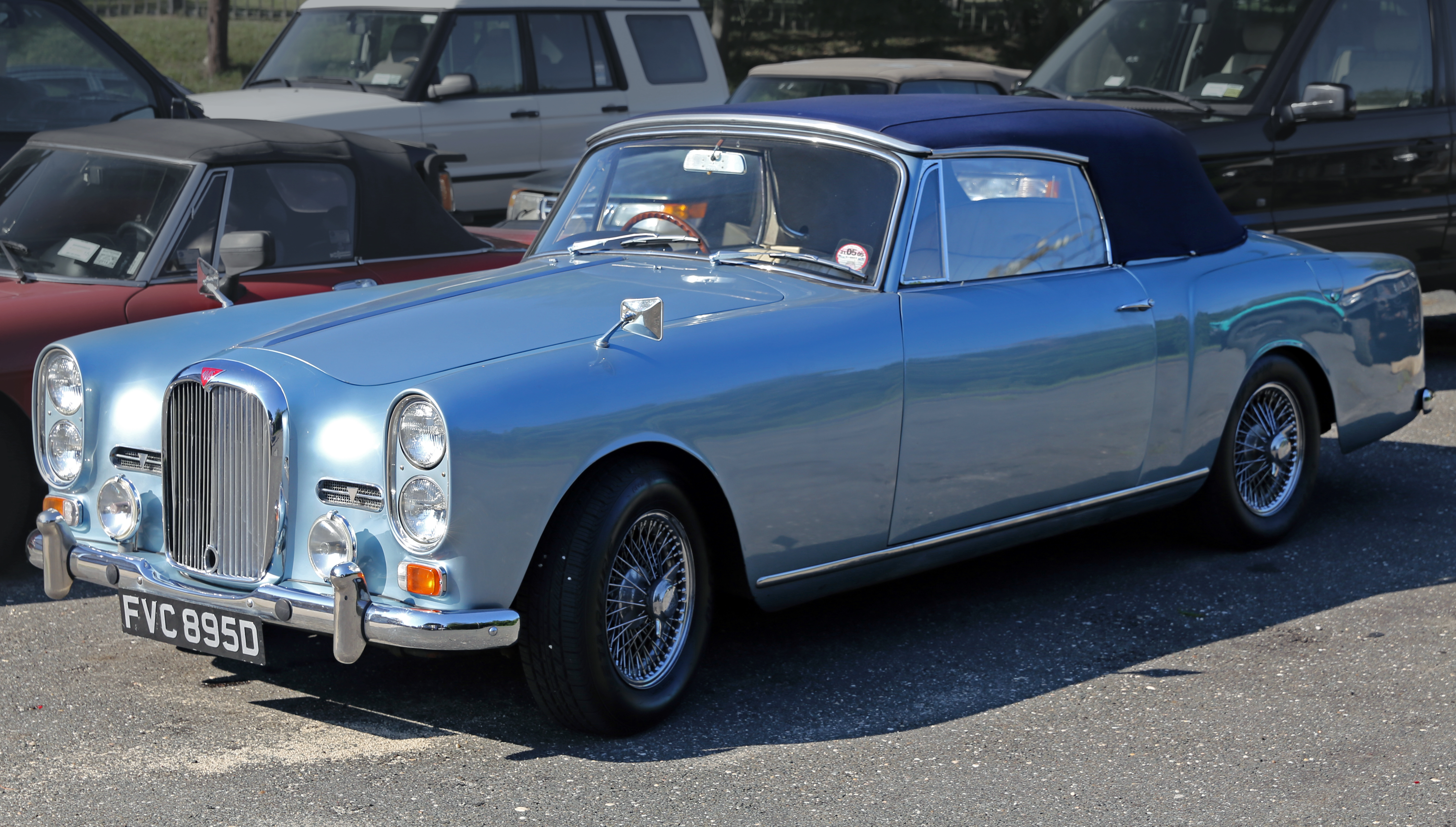
Eines der letzten Fahrzeuge, dessen Modellbezeichnung weiterhin von dem RAC-Horsepower-Wert abgeleitet war, ein Alvis TF 21 Drophead Coupé von 1966

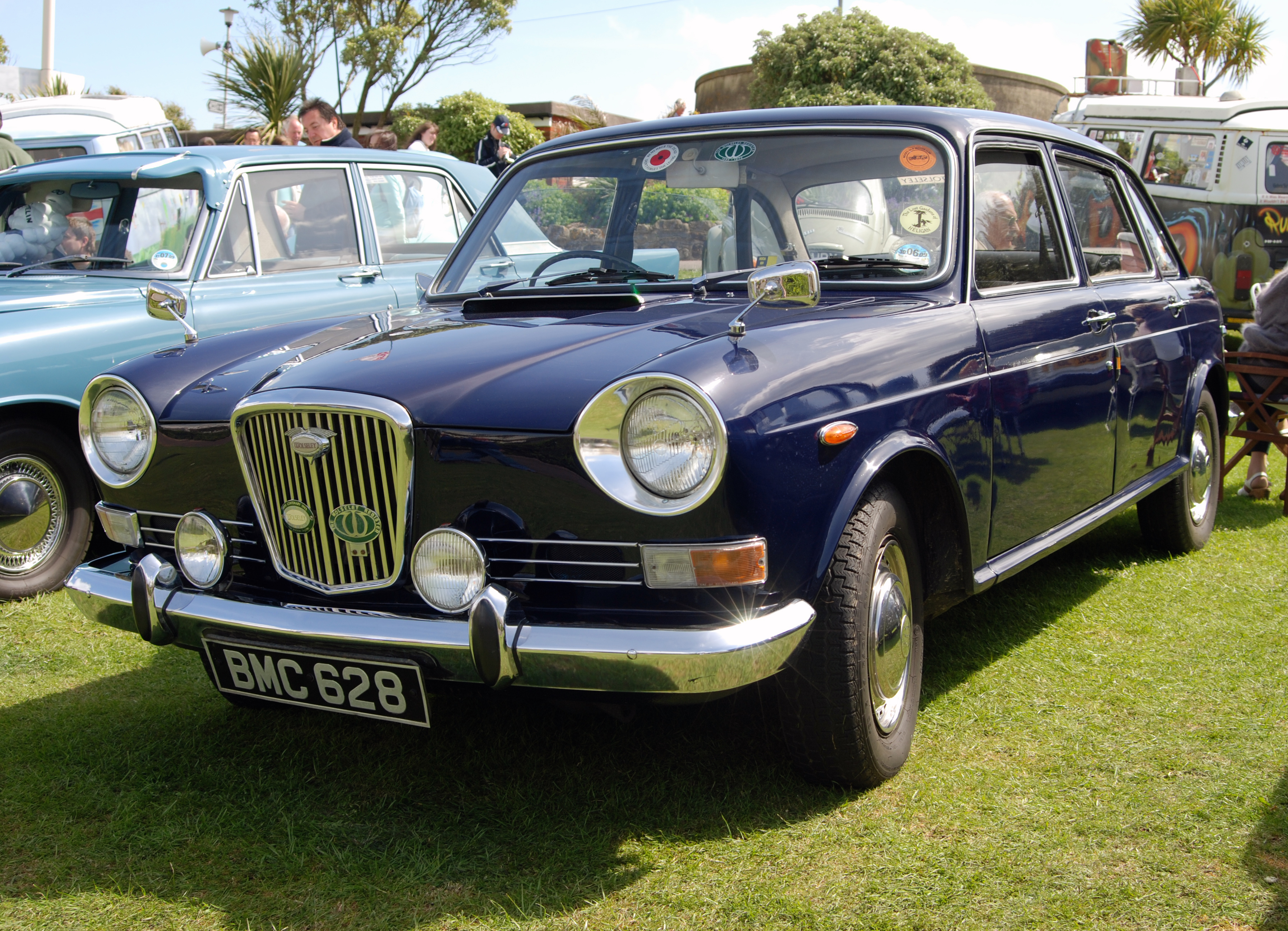
Eines der letzten Fahrzeuge, dessen Modellbezeichnung den RAC-Horsepower-Wert mit der tatsächlichen Leistung kombinierte, ein Wolseley 18/85 von circa 1971

In den Anfangsjahren der Motorisierung nutzten britische Hersteller zumeist nur die PS-Angaben, um ein Fahrzeugmodell näher zu bezeichnen beziehungsweise die eigenen Fahrzeugmodelle voneinander zu unterscheiden. Dabei blieb zunächst noch unklar, welche Messmethode oder Berechnungsformel für die Pferdestärken angewendet wurde. Mit der Einführung der Automobilsteuer nach RAC Horsepower ab 1910 legten sich die Kraftfahrzeughersteller bei ihren Modellbezeichnungen zunehmend auf die Horsepower-Formel des RAC fest. Andere Modellbezeichnungen, beispielsweise mit dem Hubraum in Litern wie bei Bentley oder separaten Namen wie „Silver Ghost“ bei Rolls-Royce, blieben – auch als bloße Ergänzung – markenspezifische Ausnahmen.
Nach den RAC-Horsepower-Werten wurden viele Pkw-Modelle benannt, die maßgeblich zur Massenmotorisierung im Vereinigten Königreich und mit ihrem wirtschaftlichen Erfolg zur Blüte einzelner Automobilmarken beitrugen. Beispiele sind der Austin 7 von 1922 bis 1939, der Morris Eight von 1935 bis 1952 und der Singer 9 von 1932 bis 1952. Ab den 1920er-Jahren fanden sich zunehmend Modellbezeichnungen, bei denen die RAC-Horsepower-Werte mit denen der tatsächlichen Leistung kombiniert wurden. Beispiele sind der Alvis 12/50 von 1923 bis 1932 und der Wolseley 21/60 von 1928 bis 1935.
Auch nach dem Ende der RAC Horsepower Tax im Januar 1947 nutzten viele britische Automobilhersteller weiterhin Modellbezeichnungen, die sich an den RAC-Horsepower-Werten orientierten. Bei Alvis gab es die Dreiliter-Modelle TA 21 bis TF 21 noch bis 1967 und bei Armstrong Siddeley das Modell 18 (als Whitley und Hurricane) bis 1953. Bei Austin liefen zwar die Limousinen-Baureihen Eight, Ten, Twelve und Sixteen bis 1948 aus, jedoch lebten solche Modellbezeichnungen mit dem A30 Seven von 1951 bis 1956 und dem Seven 850 von 1959 bis 1967 (dem ursprünglichen Mini) wieder auf. Bei Lea-Francis existierten die Modelle 12, 14 und 18 noch bis 1954, bei Singer der 9 Roadster noch bis 1952. Bei Standard liefen zwar die Modelle Eight, Twelve und Fourteen 1947 aus, jedoch gab es neue Modelle namens Eight und Ten wieder von 1953 bis 1959 und als Kombi Ten Companion noch bis 1961. Wolseley ließ die 1948 aufgegebenen Modellbezeichnungen mit kombinierten h.p.-Werten bei den Modellen 15/50, 15/60, 16/60 und 18/85 ab 1956 bis 1972 wieder aufleben.

## Der Einfluss auf die technische Entwicklung des britischen Motorenbaus

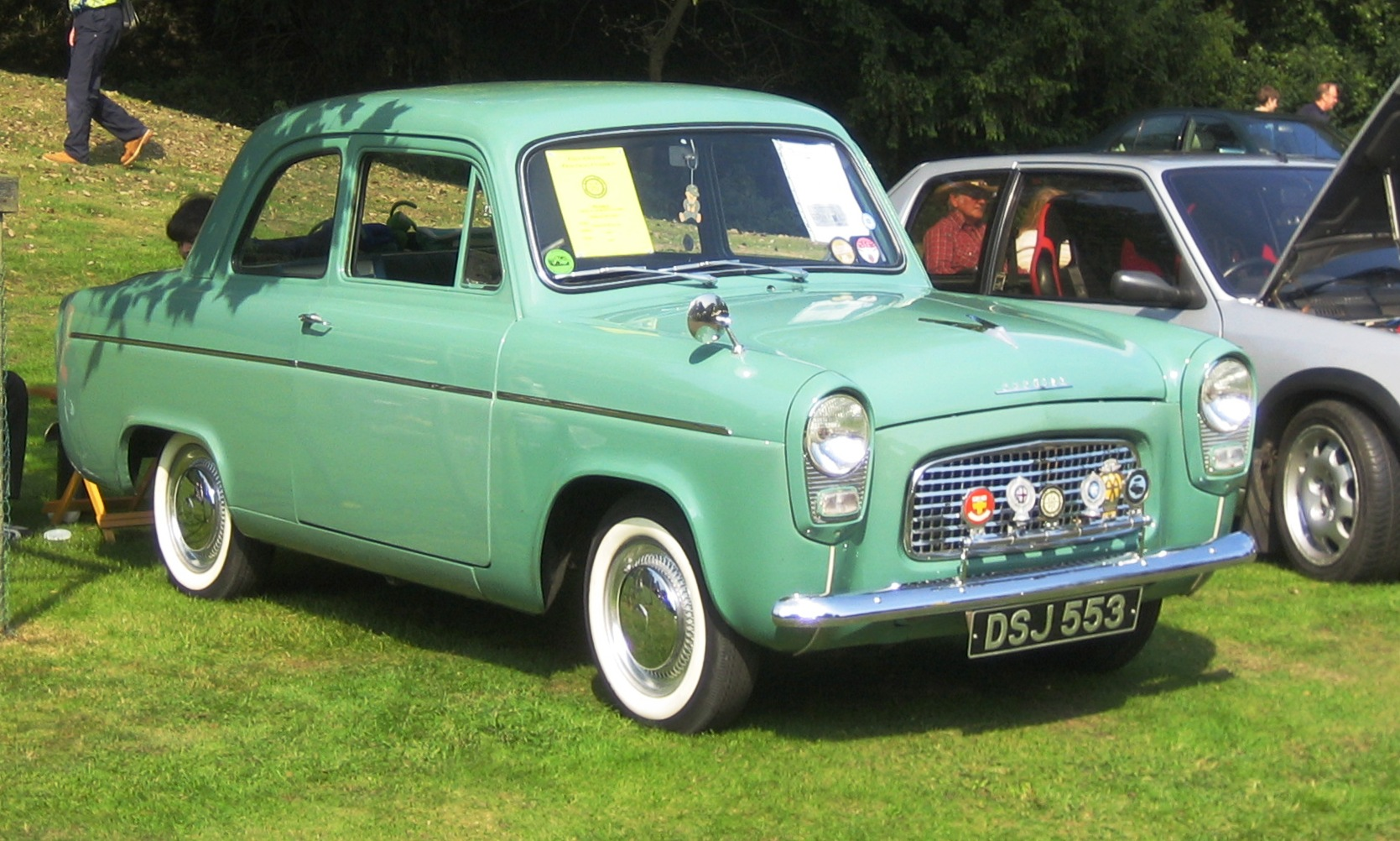
Eines der letzten britischen Modelle mit einem langhubigen, seitengesteuerten Motor mit stehenden Ventilen, ein Ford Popular von 1959

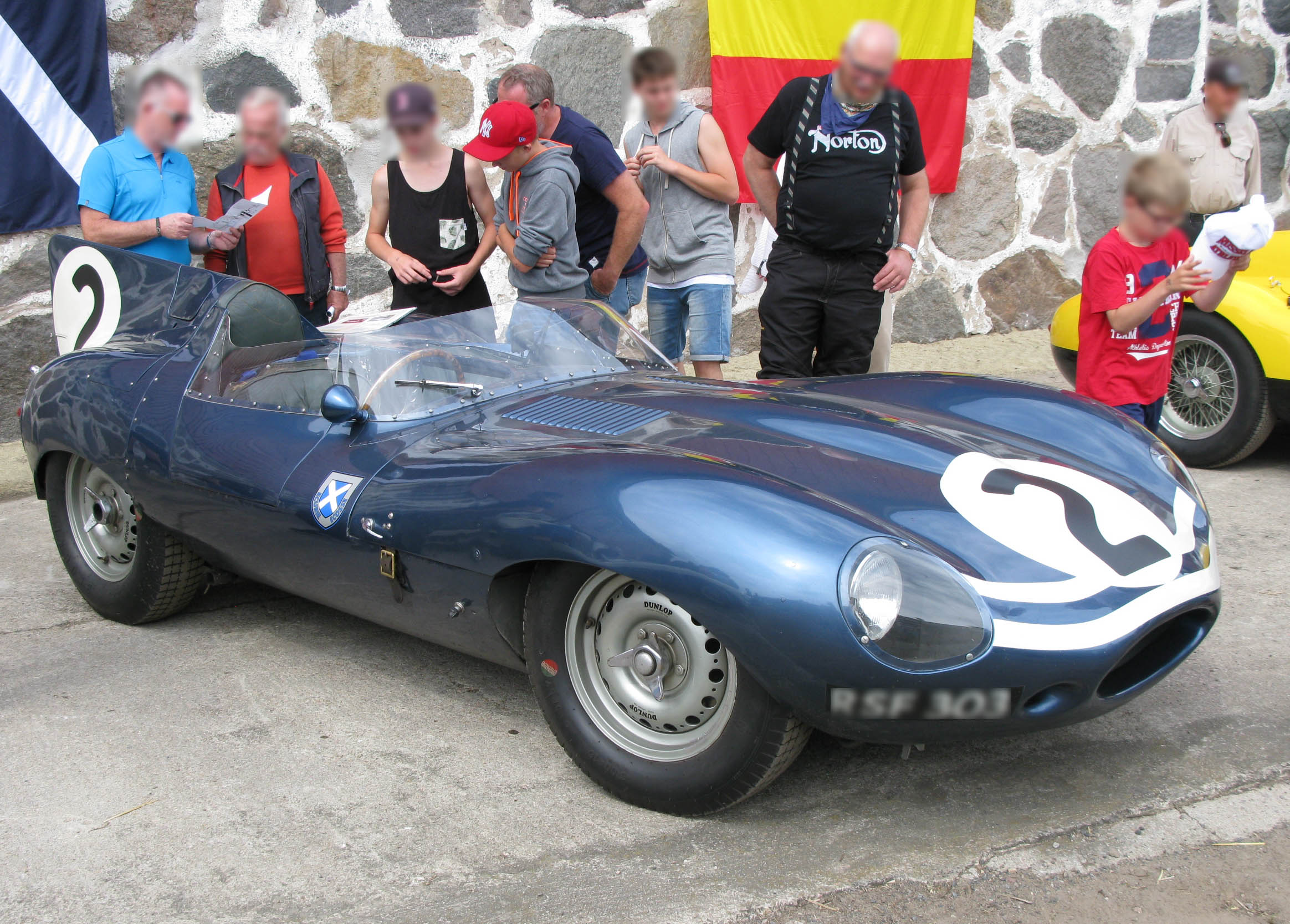
Trotz langhubiger Motorauslegung im Rennsport sehr erfolgreich, der ab 1954 eingesetzte Jaguar D-Type

Vielfach werden die Formel der RAC Horsepower und die darauf aufbauende Kraftfahrzeugbesteuerung als Ursache dafür gesehen, dass der Motorenbau in Großbritannien bis in die 1960er-Jahre hinein technisch rückständig gewesen sei. Tatsächlich unterstützte die Formel eine langhubige Motorenauslegung; dies ermöglicht zwar drehmomentstarke Motoren, beeinträchtigt hingegen die Drehfreude und die Nutzung höherer Drehzahlen, sodass die spezifische Motorleistung eher unterdurchschnittlich blieb.
Der Anreiz, die Zylinderbohrung klein, den Kolbenhub hingegen groß auszulegen und damit die Kraftfahrzeugsteuer niedrig zu halten, führte bei einzelnen Herstellern tatsächlich zu einem vergleichsweise langen Festhalten an konservativen Motoren; Kennzeichen blieben seitlich stehende statt hängende Ventile und L- beziehungsweise T-förmige statt moderne halbkugelförmige Brennräume. Hintergrund war, dass sich hinreichend große Ein- und Auslassventile hängend nur schwer mit kleinen Zylinderbohrungen vereinbaren ließen. So nutzten die preiswerten britischen Ford-Modelle Prefect und Popular noch bis 1959 beziehungsweise 1962 Motoren mit seitlich stehenden Ventilen, Rover bei seinen sechszylindrigen Limousinenmodellen stehende Auslassventile noch bis 1967.
Andererseits wechselten britische Automobilhersteller wie Alvis schon früh zu modernen Motoren mit hängenden Ventilen (OHV-Ventilsteuerung in Serie ab 1923) und sogar zu solchen mit obenliegender Nockenwelle (OHC-Ventilsteuerung in Serie ab 1928). Für den britischen Automobilhersteller AC Cars entwarf und baute der Konstrukteur John Weller schon ab 1916 erste Vierzylinder- und ab 1919 Sechszylindermotoren mit OHC-Ventilsteuerung; sie waren so fortschrittlich, dass die Sechszylinder noch bis 1962 in AC-Neufahrzeugen erhältlich waren. Auch führte die Privilegierung von Motoren mit schmalen, hohen Zylindern bei mehreren Motorenherstellern zu fortschrittlichen Konstruktionen; bei ihnen hingen die Ventile nicht parallel nebeneinander, sondern in größerer Ausführung V-förmig zueinander geneigt, wodurch sich nebenbei günstigere dachförmige Brennräume ergaben.
Die häufige Behauptung, die RAC-Horsepower-Formel sei für besonders langhubige Motoren und einen zeitweilig rückständigen Motorenbau in Großbritannien verantwortlich, kontern Fachbuchautoren auch mit dem Hinweis auf parallele Entwicklungen in anderen europäischen Ländern. So verweist der Fachbuchautor John Mclellan auf den AC-Reihensechszylinder von 1921; mit einer Bohrung von nur 65 Millimeter und einem Hub von 100 Millimeter weist er exakt dieselben Zylinderabmessungen auf wie der wiederholt als brillant eingestufte, von dem italienischen Ingenieur Giulio Cappa entworfene Motor des Fiat-Rennwagens Tipo 804 Grand Prix von 1922. Auch konnte Jaguar in den Jahren 1953 und 1955 bis 1957 das prestigeträchtige 24-Stunden-Rennen von Le Mans gewinnen, obwohl die Motoren mit einer Bohrung von 83 Millimeter und einem Hub von 106 Millimeter ungewöhnlich langhubig und damit weniger drehfreudig waren als die favorisierten Ferrari-Rennsportwagen.

## Der Einfluss auf den Aufstieg und den Bedeutungsverlust einzelner Automobilmarken

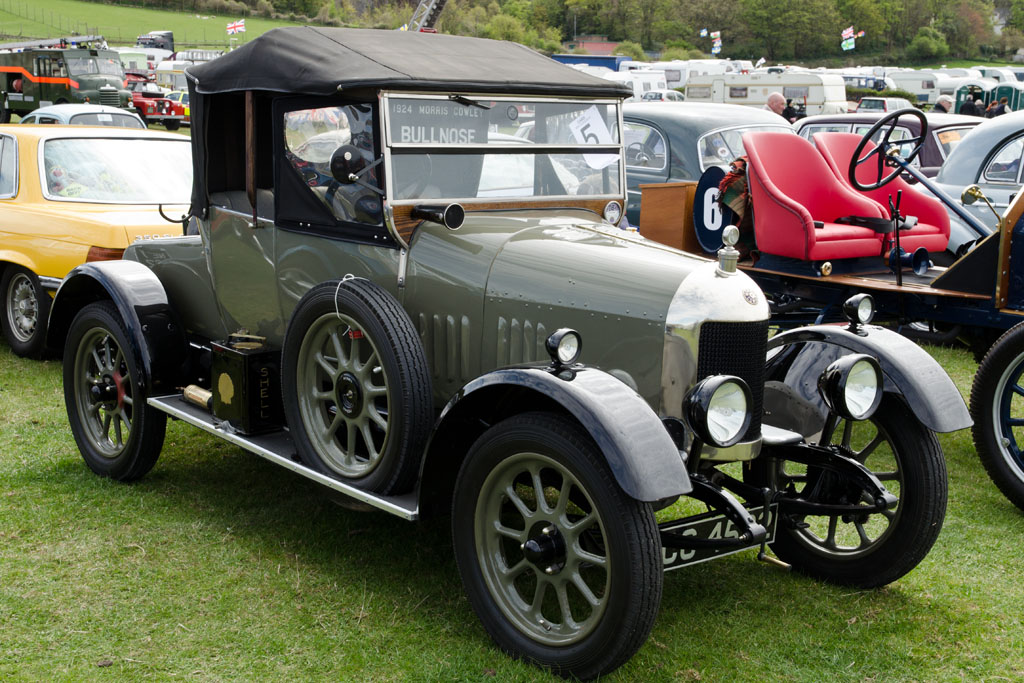
Profitierte stark von der Einführung der RAC Horsepower Tax, der langhubige Morris Cowley 11.9 h.p. „Bullnose“, hier ein Fahrzeug von 1924

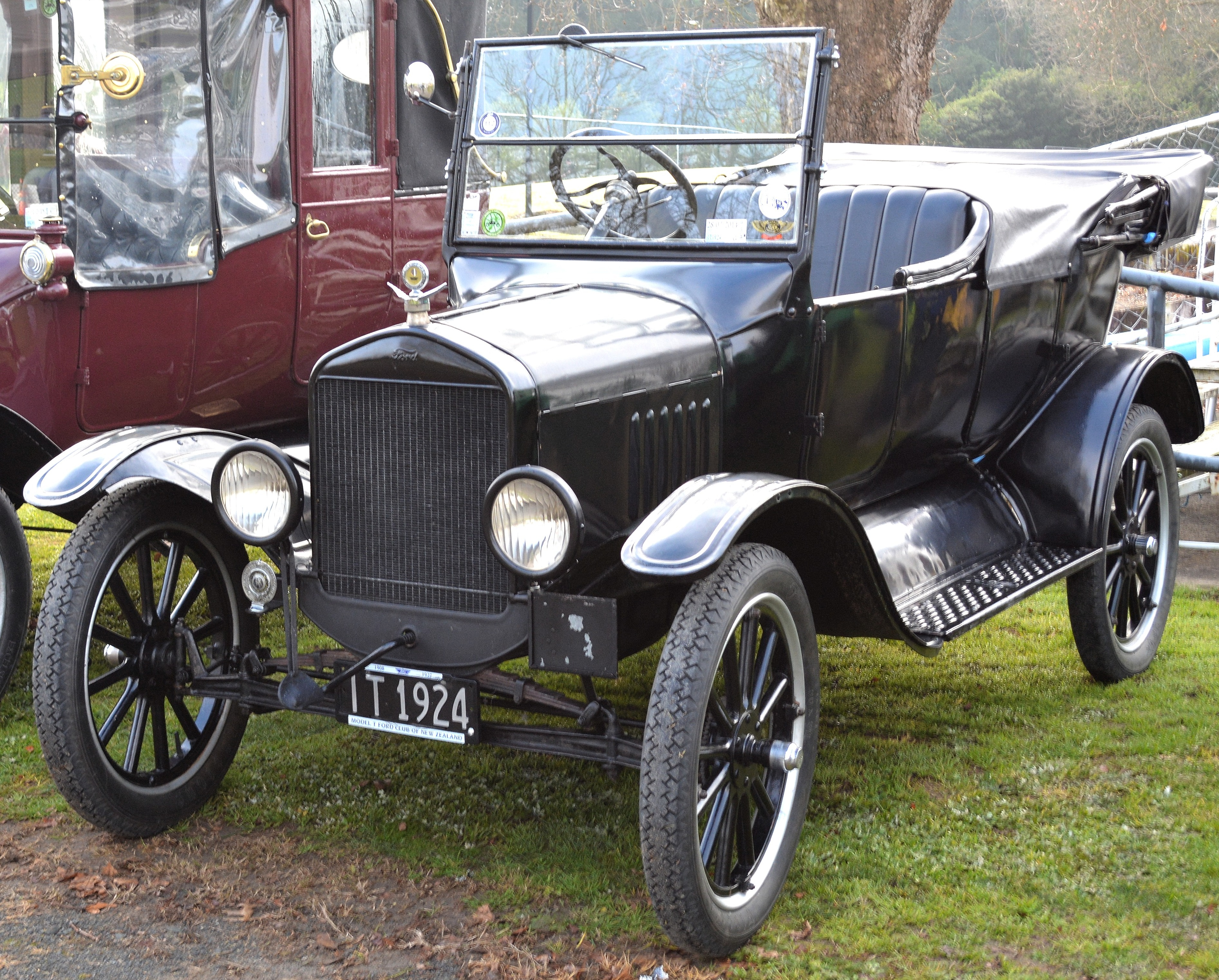
Litt im Vereinigten Königreich ab 1921 stark unter der RAC Horsepower Tax, das weniger langhubige Ford Modell T, hier ebenfalls von 1924

Als im Vereinigten Königreich 1910 eine Automobilsteuer eingeführt wurde, die sich erstmals an der RAC Horsepower orientierte, konnten sich nur Mitglieder der reichen Oberschicht Personenwagen leisten. Die neu ausgerichtete Steuer belastete diesen Personenkreis kaum spürbar und die Absatzzahlen waren noch so gering, dass sie keinen nennenswerten Einfluss auf den britischen Automobilmarkt hatte.
Die RAC Horsepower Tax von 1921 führte hingegen zu grundlegenden Marktverschiebungen: Bis dahin dominierte das ursprünglich US-amerikanische Ford Modell T den britischen Markt. Es wurde im ersten englischen Ford-Werk in Manchester montiert und war 1919 neu bereits ab 220 Pfund erhältlich. Als die britische Kraftfahrzeugsteuer für dieses relativ hubraumstarke, weniger langhubige Modell mit 22,5 RAC h.p. 1921 auf jährlich 23 Pfund angehoben wurde, mithin fast 10,5 Prozent des Neupreises, brachen seine Verkaufszahlen ein. Einen enormen Aufstieg erlebte hingegen der Morris Cowley 11.9 h.p. Das Modell mit dem Spitznamen „Bullnose“ kostete in den wenigen Monaten der Hochkonjunktur nach dem Ersten Weltkrieg zwar zunächst noch mindestens 465 Pfund, mit einer Kraftfahrzeugsteuer von jährlich nur 12 Pfund und einem deutlich günstigeren Kraftstoffverbrauch waren seine Unterhaltskosten jedoch deutlich niedriger. Hinzu kam eine zweistufige Senkung des Grundpreises bis Ende 1922 auf 299 Pfund. Beeinflusst hiervon stiegen die Absatzzahlen des Morris-Modells 1925 auf 54.151 Exemplare, was einem Anteil an der britischen Pkw-Produktion von beachtlichen 41 Prozent entsprach. Auch Austin erlebte nach der Gesetzesänderung 1921 einen ähnlichen Aufschwung.
Zugleich gingen damit bedeutende Konzentrationsprozesse auf dem britischen Kraftfahrzeugmarkt einher, als der aufstrebende Hersteller Morris bis dahin unabhängige Zulieferer für Kühler, Karosserien, Motoren, Achsen und Vergaser übernahm, die vorher auch für andere, kleinere Automobilbauer existenziell waren. Darunter befanden sich das Karosseriebauunternehmen Hollick & Pratt, die britische Niederlassung von Hotchkiss et Cie als Motorenproduzent sowie der Vergaserhersteller SU.
Andererseits erlebte die britische Ford-Niederlassung einen großen Aufschwung, als sie nach dem Ende der RAC Horsepower Tax für das Modelljahr 1950 eine neue Generation von vier- und sechszylindrigen Mittelklasse-Modellen mit modernen kurzhubigen Motoren präsentierte. In der Folge veränderte sich der britische Kraftfahrzeugmarkt erneut gravierend: Um den eigenen Karosseriebedarf zu sichern, übernahm Ford 1953 das landesweit größte, bis dahin unabhängige Karosseriebauunternehmen Briggs Motor Bodies, wodurch der finanziell bereits angeschlagene Automobilhersteller Jowett Cars seinen Zulieferer verlor und den Betrieb einstellte. Die British Motor Corporation (BMC) reagierte noch in demselben Jahr mit der Übernahme des großen unabhängigen Karosseriebauers Fisher & Ludlow, was dessen anderen Großkunden, das Unternehmen Standard-Triumph, in Schwierigkeiten brachte. Dieser Konzern sicherte sich daher 1954 vertraglich die komplette Karosserieproduktion von Mulliners of Birmingham, bevor er das Unternehmen 1958 endgültig übernahm. Damit verloren Kleinserienhersteller wie Alvis, Aston Martin und Daimler einen wichtigen Karosseriezulieferer, was zu weiteren Zusammenschlüssen führte.